# Cœur brûle et autres romances
Cœur brûle et autres romances est un recueil de sept nouvelles ou « romances » de Jean-Marie Gustave Le Clézio publié le 5 octobre 2000 aux éditions Gallimard.

## Liste des nouvelles
1. Cœur brûle
2. Chercher l'aventure
3. Hôtel de la solitude
4. Trois aventurières
5. Kalima
6. Vent du sud
7. Trésor

## Éditions
- Cœur brûle et autres romances, éditions Gallimard, 2000  (ISBN 2070759806).